# Robert Weinman
Robert Alexander Weinman, né le 19 mars 1915 et mort le 7 septembre 2003 est un sculpteur et médailleur américain.

## Biographie
Robert Weinman naît à New York en 1915 et grandit entouré de sculptures, son père étant le célèbre sculpteur Adolph A. Weinman (1870-1952). Dans sa jeunesse, il fréquente la National Academy of Design et l'Art Students League, où il étudie avec plusieurs des meilleurs sculpteurs du pays, dont Edward McCartan (en), Chester Beach, Lee Lawrie et Paul Manship. Il fait son apprentissage auprès de C. Paul Jennewein, James Earle Fraser et Joseph Kiselewski (en), tout en travaillant dans le studio de son père.
Weinman s'engage dans l'Army Air Corps en 1942 et travaille comme photographe dans plusieurs bases aériennes continentales. Tout en étant photographe, il continue à sculpter chaque fois qu'il le peut. Il crée un mémorial en bronze pour les aviateurs de l'armée, Morning Mission, qui se trouve aujourd'hui à l'aéroport municipal de Tulsa, en Oklahoma. Il fait partie des 250 sculpteurs qui participent à la troisième édition de la Sculpture International, qui se tient au Musée d'art de Philadelphie durant l'été 1949. En 1964, Weinman reçoit le prix J. Sanford Saltus de l'American Numismatic Society, une médaille d'argent conçue par son père, qui a également reçu ce prix en 1920.
Il crée plus de 100 médailles commandées tout au long de sa carrière, ainsi que de nombreuses récompenses. L'Armée du Salut et The Elks lui commandent tous deux leurs médailles du centenaire. Il est choisi pour créer une médaille représentant James Madison pour la série du bicentenaire de la Constitution des États-Unis de la U.S. Capitol Historical Society, ainsi qu'un portrait de Madison d'un mètre de diamètre qui se trouve à la Bibliothèque du Congrès.
Robert Weinman a vécu à Briarcliff Manor, dans l'État de New York, et ses enfants ont été scolarisés dans le Briarcliff Manor Union Free School District,.
Il décède le 7 septembre à l'âge de 88 ans. La cause en est une insuffisance cardiaque congestive. Il s'est éteint à son domicile de Winston-Salem, en Caroline du Nord.